# Estefanía Castañeda
Estefanía Castañeda Núñez de Cáceres (Ciudad Victoria, Tamaulipas, 8 de octubre de 1872-Ciudad de México, 22 de febrero de 1937), más conocida como Estefanía Castañeda, fue una profesora y fundadora de las escuelas de parvulitos o jardín de niños en México, escribiendo el primer reglamento con el que funcionaron estos planteles. Su búsqueda por la adecuada instrucción de los niños pequeños, la llevó a recorrer escuelas de todo el país, así como de Estados Unidos y otros países. Participó en congresos, representando en ocasiones al gobierno mexicano. .

## Origen familiar

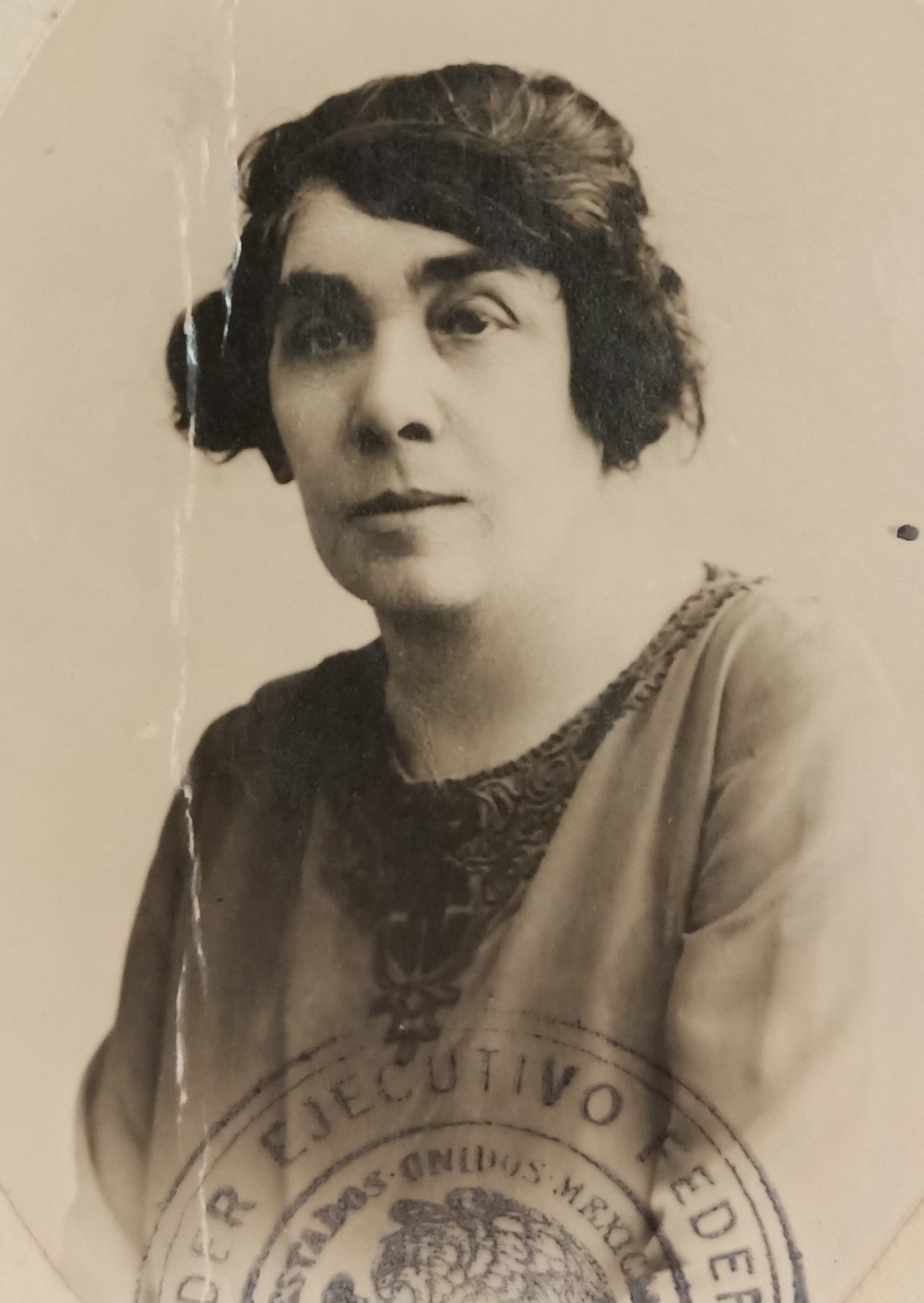
El retrato de la profesora Estefanía Castañeda.

Sus bisabuelos maternos eran originarios de la actual República Dominicana (que en aquel entonces era La Capitanía General de Santo Domingo), sus nombres eran Juana Madrigal de Cordero y el doctor José Núñez de Cáceres, quien fue rector de la Universidad Santo Tomás de Aquino, así como militar participante en el periodo denominado la independencia efímera; fue derrotado y tuvo que exiliarse en Jamaica, en Venezuela y finalmente llegó a México, específicamente al estado de Tamaulipas, en donde junto a su esposa, formó un hogar y una familia estables. En 1833, fue declarado el doctor Núñez como hijo predilecto y benemérito de Tamaulipas y falleció en 1846. Cabe señalar que la maestra Estefanía, fue atacada en ocasiones por sus detractores, señalándola por no ser mexicana, y ser de nacionalidad dominicana por el origen de su bisabuelo, acusación que como puede verse, carecía de fundamento.
Su abuelo paterno, fue el abogado duranguense Marcelino Castañeda, quien fue magistrado y ministro del gabinete del presidente José Joaquín de Herrera, y presidente de la Suprema Corte de Justicia, también fue diputado constituyente en 1857. Su abuela paterna fue Teodosia Montoya, quien era reconocida por saber de memoria cuentos didácticos, que fomentaban los valores morales entre sus muchos nietos.

## Biografía
Primeros años 
Estefanía nace en Ciudad Victoria, Tamaulipas, el 8 de octubre de 1872, y tanto en el acta de nacimiento como en su fe de bautismo tiene como nombres: María, Brígida, Consuelo y Estefanía, este último el nombre con el que se le conoce y que ella misma utilizó. La familia y amigos la llamaban Téfana. 
Vive los años de su niñez como cualquier niña de su época y de su condición social. Si bien la familia no gozaba de una situación muy holgada, sí tenían una posición social que les permitía que la vida transcurriera sin sobresaltos o estrecheces económicas. Gran parte de su infancia transcurrió en Guanajuato, Tlaxcala, Matamoros y San Luis Potosí. Entre 1878 y 1884 permaneció en Guanajuato y Celaya. En esta última ciudad es en donde aprende las primeras letras con sus padres como maestros. La instrucción recibida en el hogar no solo era equivalente a lo que se aprendía en las escuelas elementales, sino que fue enriquecida por lecciones de piano. El padre de Estefanía realizaba trabajos profesionales como médico, y daba clases en la secundaria en Ciudad Victoria y el Colegio del Estado, del cual fue también director. Asimismo, su tiempo lo ocupaba en la atención de sus hijos, al proporcionarles los conocimientos elementales y valiéndose de los nuevos métodos pedagógicos desarrollados en la época. Lo anterior se complementaba con lecciones de canto y algunas evoluciones dancísticas, sobre todo durante la infancia de los pequeños. La madre de los Castañeda también se encargaba de la educación de sus hijos, sobre todo de las niñas, criándolas en los límites del deber ser de las mujeres de la época. Llama la atención que se refiera como una actividad frecuente el que a los niños se les contaran muchos cuentos que eran enriquecidos con distintas moralejas, explicaciones, etcétera, que estimulaban diversas conversaciones familiares tratadas como lecciones. Así, bajo el símil de una educación formal, se enriquecía el lenguaje oral y escrito de los hijos al tiempo que se conformaba una sólida formación moral y ética. Estefanía Castañeda responde a las demandas sociales y de género de la época, y que incluso fortalecen su vocación como compositora de canciones. Muy probablemente, la rica formación hogareña incidió en la convicción de Estefanía cuando establece una analogía entre la atención de los niños pequeños en la escuela: así es como propone una educación hogareña donde en cada escuela se reproduciría un hogar como el suyo, pleno de experiencias estimulantes. Así es como imagina la atención a los parvulitos humildes y desamparados. Cuando Estefanía cumplió 12 años, murió su padre —en el tiempo que atendía la Dirección General de Educación en Sonora— hecho que obliga a la familia a trasladarse a la Ciudad de México a efecto de quedar protegidos por la abuela paterna de nombre Teodosia. La familia sufre un nuevo impacto cuando, pasado algún tiempo, se divide bajo el imperio de la necesidad y algunos integrantes de la misma regresan a radicar a Ciudad Victoria, a la casa de la abuela materna, mientras Teodosia, Estefanía y Marcelino permanecen en la Ciudad de México. De esta forma, Estefanía ingresa a la escuela primaria anexa a la Secundaria de Señoritas y, de acuerdo con los conocimientos que ya poseía, fue colocada en cuarto año, es decir, el primer año de la primaria superior. Ahí concluye sus estudios primarios (sexto año), e ingresa a la Secundaria de Señoritas que después se convirtió en la Escuela Normal de Maestras.
Adolescencia 
Lo aprendido por Estefanía en su paso por la Normal lo pudo poner en práctica en su natal Tamaulipas ya que, de vuelta por esas tierras, se le solicitó la apertura de la primera escuela de párvulos o kindergarten bajo el sistema froebeliano en 1896, así como de encargarse de la organización integral de una primaria superior. Esto la obligó a estudiar sobre métodos y teorías que le ayudaran a elaborar planes de mejoramiento escolar. Lo anterior lo hizo con el apoyo de su hermana Teodosia, con quien reorganizó la Academia Normal de Señoritas con el fin de que se convirtiera en la Escuela Normal de Maestras de Tamaulipas. Con todo y tan ambiciosos e importantes proyectos, Estefanía tenía preferencia por dedicar su tiempo al kindergarten. Es en esta época que inicia su relación con docentes de los Estados Unidos y que profundiza su acercamiento teórico al sistema froebeliano, todo ello con la intención de que los programas norteamericanos se implementaran en México. De hecho, la profesora Estefanía Castañeda se graduó como maestra de kindergarten en el vecino país, en el Washington Pollock Kindergarten Institution de la ciudad de Washington, fundado por María Luisa Pollock, alemana partidaria de las enseñanzas de Froebel (juegos de la madre como llamaba este autor a su metodología). Su paso por Washington consolida en Castañeda su idea de educación de los más pequeños, misma que plasma en el discurso de inauguración del kínder tamaulipeco el 16 de septiembre de 1896: [Los pequeños]… sean educados como necesitan serlo, desde su más corta edad y suministrándoles esta educación de la manera más natural y sencilla, como se opera el crecimiento de una planta, sin choques, sin presiones, sin que resienta la débil organización, ni la naciente inteligencia […], donde, observándose los mismos procedimientos para la instrucción, sea abandonado el sistema de la antigua enseñanza que tanta fatiga proporciona al espíritu del educador y a la inteligencia del educando. Posterior a la inauguración del plantel de Ciudad Victoria siguieron creándose más planteles dentro del estado de Tamaulipas, como en Tampico, Nuevo Laredo, Matamoros y Tula. El propio Justo Sierra, al identificar el potencial educativo, así como la trayectoria de la maestra Estefanía, le pide trasladarse a la Ciudad de México con el propósito de difundir la labor de la educación preescolar y que dicha formación se expandiera y beneficiara a más niños. También la exhorta a completar su formación docente en la Escuela Normal de Maestras y en las escuelas anexas (de primaria y de párvulos). 
Primeros años profesionales 
Su acentuado interés por la educación de los pequeños la llevó a investigar acerca de los sistemas norteamericanos y, en particular, de los sistemas desarrollados en los planteles de Manhattan, Bronx y Richmond de la ciudad de Nueva York, a partir de la continua comunicación que tenía con maestras de esos entornos. Bajo esta influencia argumentó que los planteles en México requerían una urgente y completa reorganización, y se presentó ante el maestro Justo Sierra exponiendo las deficiencias de forma y fondo observadas, así como un proyecto con el planteamiento de sus propósitos. Dicho proyecto fue presentado ante el Consejo Nacional de Educación en marzo de 1903 para su aprobación. Una vez dictaminado y aprobado el proyecto de Castañeda se la comisiona para llevarlo adelante. 
Los planteamientos de Estefanía contenían elementos teóricos relacionados con la filosofía y sistemas del pedagogo Keilhau, así como de otros pedagogos en boga en el siglo XIX. También exponía la psicología del niño mexicano de acuerdo a lo que conocía y reconocía en la época. En este proyecto se ven reflejados sus conocimientos en torno a la educación de los niños pequeños. Recordemos que la idea de niño todavía no estaba formalmente desarrollada. Con base en todo ello se creó el primer kindergarten en la Ciudad de México, el núm. 1 denominado Federico Fröebel en enero de1904. Es importante mencionar que si bien desde 1886 aproximadamente ya se habían creado algunas escuelas de párvulos en distintos estados de la República —entre los que se cuenta el que inauguró Estefanía Castañeda en Tamaulipas en 1896—, y en la Ciudad de México, el kindergarten, como escuela especial y reconocida como la indicada para la formación de los niños pequeños habrá de esperar a la intervención de la maestra Castañeda en el corazón del país. Al fundarse los kindergártenes números 2 (1904) y 3 (1906) quedaron como directoras las maestras Rosaura Zapata y Leonor López Orellana, respectivamente. Si bien la maestra Estefanía Castañeda instaura el deber ser de la docente como segunda madre, comienzan algunas disputas en torno a lo que debía enseñarse en los planteles. 
La maestra Rosaura Zapata —quien también obtuvo una beca para estudiar la organización y sistemas de enseñanza de las escuelas de párvulos en Estados Unidos— se empeñó en que se siguiera el sistema norteamericano, pero no obtuvo la anuencia de las autoridades educativas del momento, por lo que tuvo que ceñirse a la reglamentación y bases instauradas por la maestra Estefanía Castañeda. El conflicto entre la maestra Rosaura Zapata y la maestra Estefanía Castañeda prevaleció por mucho tiempo. Cabe mencionar que la maestra Rosaura Zapata se distinguió por permanecer en el nivel preescolar hasta casi su deceso en 1963, y que ha sido más reconocida en su trayectoria política y de gestión que la propia Estefanía, quien brilló más por lo académico. Parte de esto se explica en los continuos viajes de Estefanía al interior de la República, así como al extranjero, que le restaron presencia en la Ciudad de México, de forma tal que en estas ausencias, se desdibujó su trayectoria y aportaciones trayendo como consecuencia que otras personas o maestras (entre ellas la maestra Zapata) brillaran o se hiciera patente su participación. En mayo de 1905 se crea la Secretaría de Instrucción Pública y Bellas Artes, y se designa como titular a Justo Sierra. Este dato es relevante porque Sierra conoce la trayectoria de Castañeda e inmediatamente le solicita el diseño del “Reglamento y programas de examen para las personas que aspiran al puesto de educadoras de párvulos” que en septiembre del mismo año fue aprobado. Y es Justo Sierra quien promueve que se integre a Estefanía, en octubre del mismo año, como miembro del Consejo Superior de Educación y después que se la nombre secretaria de dicho Consejo (1906) para encomendarle el diseño de la Ley de Educación Primaria para su futura expedición. En ese periodo la maestra Castañeda es directora de su propia revista Kindergarten (julio 1907); crea una Escuela de Párvulos Anexa al Colegio de “La Paz”, que se encontraba en el famoso edificio denominado “Las vizcaínas”, que se puso bajo la inspección de la propia Estefanía con el objeto de que implantara en ella el sistema froebeliano. 
En junio de 1906, la maestra Castañeda reorganiza la escuela de párvulos anexa a la Normal con apoyo de la maestra Laura Escudero quien era la directora. Por 1907 se crea el kindergarten número 4 bajo la dirección de la maestra Carmen Ramos del Río, también bajo la tutela de la maestra Estefanía y con el sistema pedagógico de Froebel como guía. 
Entre los años 1906 y 1908 viaja constantemente a Estados Unidos (Chicago, Washington y Manhattan) para asistir a congresos internacionales. En dichos congresos la maestra Estefanía expone el estado del kindergarten en México y reitera con ahínco la labor de la madre-maestra, llamando a los niños como hijos espirituales, asimismo promueve las cualidades femeninas al grado de llamar al kindergarten como “escuela de la maternidad” y propone el que las madres tomen grupos de pequeños preescolares para asistirlos en lo que compete al hogar y a la escuela, en este sentido, desde mi punto de vista, tenía como objetivo atender al mayor número de párvulos posible y promueve la creación de clubs de madres de familia en los kindergártenes que se encuentran bajo su tutela. No se sabe con certeza si éstos se convirtieron en la sociedad de padres y madres de familia o simplemente la idea migró hacia imágenes más modernas en donde los padres y la escuela tienen un lugar diferenciado. 
En 1908, sin retribución económica, la maestra Castañeda imparte cursos por las tardes a jóvenes para prepararse y ocupar puestos como educadoras en las escuelas de párvulos, la situación económica le impide realizar estos cursos dentro de una institución, por lo que lo hace en su propio espacio habitacional. Cabe decir que la maestra Estefanía (en entrevista directa a su sobrina Luisa Castañeda por parte de Candelario Reyes) vivía en un lado y otro, generalmente se le brindaba un lugar para vivir con otras mujeres-maestras que hacían un reconocimiento a su labor, no obstante, ella generalmente regresaba a una modesta habitación que se le rentaba a manera de “abonada”, es decir, un lugar en donde se le hacían todos los servicios domésticos y se le daba comida por una módica suma. Todo esto, en la Ciudad de México. Otra opción que tenía era la de vivir en los espacios académicos que de manera intermitente se le brindaba. Ella misma indicaba que dichos cursos debían darse en la Escuela Normal, por lo que se solicitó que en esos días los niños de las escuelas de párvulos del Distrito Federal acudieran sólo por las mañanas a la escuela, situación que se le concede. 
Revolución Mexicana 
En agosto de 1911 fue nombrada profesora interina de Metodología del Kindergarten, en la Escuela Normal de Maestras, si bien se conoce de su renuncia al puesto a principios del año siguiente. De alguna manera la efervescencia de la revolución la lleva lejos de la Ciudad de México de manera intermitente. Por 1912, el gobierno de Tamaulipas la comisiona para visitar nuevamente escuelas en Estados Unidos con el objetivo de que los adelantos y reformas de ese país fueran implantados en las escuelas oficiales del estado, cabe decir que los fondos para el viaje corren por cuenta del gobierno de Tamaulipas, toda vez que su trayectoria es reconocida. Dos años después, en 1914 se le designa representante de la Secretaría de Instrucción Pública y Bellas Artes para asistir a la reunión anual de la International Kindergarten Unión que se llevaría a cabo en Springfield, Massachusetts, Estados Unidos, aunque dicho viaje no se realizó debido a que en Veracruz se suspendió la salida del vapor que la llevaría a dicho destino. Por esos años se extiende una situación de inseguridad, violencia y hambre que afecta señaladamente a niños y niñas. Se propone que al párvulo se le atienda en escuelas modelo (kindergarten-modelo) en donde, además de darle instrucción, se le brinde comida al niño desheredado. Estudió el método Montessori bajo la dirección de la propia María Montessori en 1913 durante una estancia en Washington. Dos años después, en 1915, diseña el “Reglamento programas de examen para las personas que aspiran al puesto de educadoras de párvulos”, el cual se aprueba en mayo de ese año y se pone en práctica en septiembre (queda nombrada como vocal en el Jurado para la aplicación de dicho reglamento). Y éste sería el primer gran paso que dio esta incansable mujer como constructora de instituciones educativas y de servicio. 
Posrevolución 
Entre 1915 y 1919, existe una laguna documental en relación con las actividades de Estefanía, se infiere que aproximadamente en 1916 siguió junto con otras maestras a Venustiano Carranza cuando hizo su cuartel general en Veracruz. Ello serviría para que sus propuestas en relación con la formación docente se llevaran a cabo o fueran utilizadas en el plan de estudios para profesores de Educación Primaria Elemental Superior y de Párvulos (que se decretó en Querétaro), con el reconocimiento del mismo Carranza hacia la maestra Castañeda. 
Se deduce que en 1917 asiste como delegada ante el Primer Congreso de Niños en la Ciudad de México y, para subsanar económicamente sus esfuerzos, la Universidad Nacional la nombra Profesora Auxiliar. Por esos mismos años la maestra Estefanía viaja a Estados Unidos y Honduras y está muy activa dictando conferencias, llevando a cabo clases-muestra o lecciones modelo para las mujeres que querían formarse como educadoras. En este periodo realizó cursos de invierno en el Chicago Kindergarten College, estudios que llevó a la práctica en la Columbia University de Nueva York, y participó en congresos internacionales sobre educación infantil en varias ciudades de Norteamérica, adonde asistía como representante de la secretaría del ramo. También difunde las características y logros del kindergarten mexicano en los Estados Unidos y da cursos especiales. De igual manera, sostiene una muy buena relación con las colaboradoras que asumen la dirección de las escuelas de párvulos creadas hasta la fecha. Después de haber trabajado durante esos años en Estados Unidos y en Honduras, Estefanía volvió a México en 1920. En cuanto regresa a México se le designa inmediatamente como inspectora de kindergártenes por asignación del H. Ayuntamiento de la Ciudad de México. Recordemos que 10 años antes fue nombrada Profesora Auxiliar en su calidad de inspectora de los Jardines de Niños de la Ciudad de México. En 1921, surge la primera iniciativa para cursar el kindergarten de manera obligatoria para toda la República, la maestra Estefanía presenta la solicitud ante la Cámara Legislativa. Su propósito era el de brindar atención educativa a los niños pequeños de forma que no estuvieran desatendidos y conforme a los preceptos y herramientas teóricas que había adquirido en relación con la formación y la educación para la infancia. En este año la nombran Profesora Honoraria de Educación Elemental,(según diploma que Vasconcelos le extendió el 1° de febrero de 1921) y asiste como Delegada al Primer Congreso del Niño —realizado en la Ciudad de México—, bajo iniciativa y patrocinio del Diario El Universal; poco después, el 3 de junio del mismo año, Estefanía encabeza un grupo de educadoras de Jardines de Niños en el envío de un Memorial al C. Presidente del H. Ayuntamiento de México en el que solicitan se hagan las gestiones ante las Cámaras Legislativas para que el Art. 73 de la Constitución fuera modificado y se hiciera obligatorio el establecer y sostener en todo el territorio nacional escuelas de párvulos. Como parte de su intensa actividad como formadora de docentes, escribe un Manual de Kindergarten bajo los auspicios de la sep en donde incluye material de filosofía, historia, principios, leyes, organización, propósitos, planes de estudios a nivel Normal y técnica del Kindergarten. También se hace cargo de varias cátedras en la Universidad Nacional y en la Escuela Normal Superior tanto para maestros en servicio como en formación, entre ellas: Psicología Infantil, Higiene y Filosofía de los Niños; Técnica de la Enseñanza del Kindergarten en conexión con el Primer Ciclo escolar; Filosofía de la Educación, canciones, bailes y juegos; Educación Rural y preparación de maestros en servicio; actividades constructivas y juguetería; educación familiar y social para la mujer obrera y campesina. Tal era su dedicación que independientemente de sus labores docentes representó a la Academia Mexicana de Estudios Filosóficos en el Congreso de la Liga Internacional Femenina Pro-Paz, según credencial que se le extendió con fecha 30 de junio de 1930. Por esos años también participó en jornadas académicas en zonas rurales, durante aproximadamente cinco años, tanto en los estados de San Luis Potosí como Tlaxcala,32 al tiempo que la Universidad Autónoma de México la designa en la Escuela Normal Superior como profesora de psicología infantil y de la cátedra de folklore adecuado al kindergarten. Tan relevante es su actuación académica que en 1932 es designada miembro de la Academia Mixta de Profesoras y Alumnas, y en 1933 crea el seminario del Kindergarten y Trabajo Social con miras a iniciar una nueva carrera, proyectándose como formadora de trabajadoras sociales a quienes transmitir sus experiencias en la atención a poblaciones de zonas rurales, identificando carencias de tipo social y asistencial. A partir de esta iniciativa personal vivió nuevas dificultades ya que las “egresadas” de dicha formación no tenían reconocimiento de validez oficial para sus estudios. Este seminario se mantuvo vigente por cuatro años hasta 1937. 
Por cierto, su participación al frente del seminario no tuvo remuneración sino hasta 1934 cuando consiguió una subvención por parte de la Universidad Nacional. En el caso de Estefanía, ella contó con apoyo financiero esporádico por parte de su familia, instituciones o personajes que reconocían su trayectoria. Desde luego, y en otros casos, había maestras que no podían siquiera sostenerse de manera digna y, por tanto, dejaban de ejercer la docencia para dedicarse a otros menesteres que les brindaran una estabilidad económica. 
Fallecimiento 
Luego del episodio de su desalojo de las instalaciones dedicadas al seminario de Trabajo Social, con la salud afectada por la edad, la intensidad de sus labores, el antecedente del atropellamiento de un tren eléctrico que le provoca la luxación de un brazo y el haber padecido recientemente leucemia, el 22 de febrero de 1937, fallece a los 64 años.

## Legado Pedagógico
En 1903, gracias al impulso de dos profesoras que habían tomado cursos en los Estados Unidos, Estefanía Castañeda y Laura Méndez de Cuenca, se fundó una institución modelo para niños en el anexo de la Escuela Normal Femenina en la Ciudad de México.
Según Estefanía Castañeda, una de las fundadoras de los jardines de niños en México, la organización de estas instituciones debía girar en torno a una idea central: poner al niño en contacto con la naturaleza. Esto permitiría hacer del pequeño alumno una persona libre, fuerte y consciente. Castañeda afirmó que un jardín de niños no es un lugar donde los niños estén "aprisionados en la sala de clase con las manos inmóviles sobre los pupitres, las miradas vagando en el espacio, temerosos, callados y tristes". Para ella, la vida al aire libre era fundamental para los niños, a quienes no les gustaban los juegos y actividades sedentarias. 
El objetivo del jardín de niños, según Castañeda, era menos instruir al niño que ofrecerle oportunidades para desarrollarse y transformarse. No obstante, Castañeda reconocía que, debido a las inmensas necesidades del país en materia de educación y a las restricciones presupuestarias que afectaban a la educación pública mexicana, sería más razonable concebir jardines de niños que funcionasen en simbiosis directa con establecimientos escolares. Estos jardines de niños podrían compartir instalaciones con las escuelas, como un salón para realizar trabajos domésticos (cocinas, aseo personal, limpieza), un hangar o un corredor para trabajos manuales, una sala de juegos y, finalmente, una hortaliza o un gallinero. De esta manera, los niños podrían participar en diversas actividades alejadas del ruido y la brutalidad de los adultos.
La instalación de estos jardines de niños anexos a escuelas no implicaría la desaparición de las instituciones autónomas ya existentes. Siguiendo las recomendaciones de Estefanía Castañeda, José Vasconcelos, en febrero de 1923, al dirigir a los delegados de la Secretaría de Educación Pública (SEP) en los estados, subrayó dos orientaciones esenciales para la creación de jardines de niños. Primero, la educación impartida debía aprovechar las aptitudes naturales de los párvulos para favorecer su desarrollo e iniciarlos en la vida social. En segundo lugar, esta educación debía tener un carácter fundamentalmente maternal, basándose en actividades como la observación de la naturaleza, juegos, cantos, recitaciones, representaciones dramáticas, dibujo, cultivo de plantas y el cuidado de animales domésticos.

## Formación académica
Durante las primeras etapas de su vida, Estefanía Castañeda y Núñez de Cáceres recibió educación en el hogar. Posteriormente, ingresó a la Escuela Primaria Anexa a la Secundaria de Señoritas y más tarde continuó sus estudios en la Secundaria de Señoritas, que luego se transformó en la Escuela Normal de Maestras.
Como profesora normalista, y con la reapertura de la Escuela de Párvulos, que estaba anexa a la Escuela Normal, Estefanía consolidó su vocación por la educación infantil. Implementó el uso de juegos y actividades como estrategias de enseñanza.
Estudió inglés y alemán, lo que le permitió apreciar mejor las obras pedagógicas de Pestalozzi y Froebel, y la motivó a leer a Comenio y Rousseau. Estos autores, junto con el maestro Cervantes Imaz y María Montessori influyeron en su enfoque pedagógico.
Además, Estefanía completó una Especialidad en Educación Preescolar y obtuvo dos posgrados: uno en Chicago Kindergarten College y otro en Columbia University de Nueva York